# Ренни, Джон
Джон Ренни Старший (англ. John Rennie; 7 июня 1761[…], Phantassie — 4 октября 1821[…], Стэмфорд-стрит) — шотландский инженер и предприниматель спроектировавший множество мостов, каналов и корабельных доков; член Баварской академии наук, Лондонского королевского и Эдинбургского королевского обществ.

## Биография
Джон Ренни родился 7 июня 1761 года в шотландском округе Ист-Лотиан в семье фермера Джеймса Ренни и его жены Джин Ренни. Уже в раннем детстве любимым делом Джона было рукоделие и строительство всевозможных моделей. Позже он был плотником, специализирующимся на механике, и работал вместе с Эндрю Мейклем, изобретателем барабанной молотилки. Высшее образование Ренни получил в Эдинбургском университете, где учился с 1780 по 1783 год. 

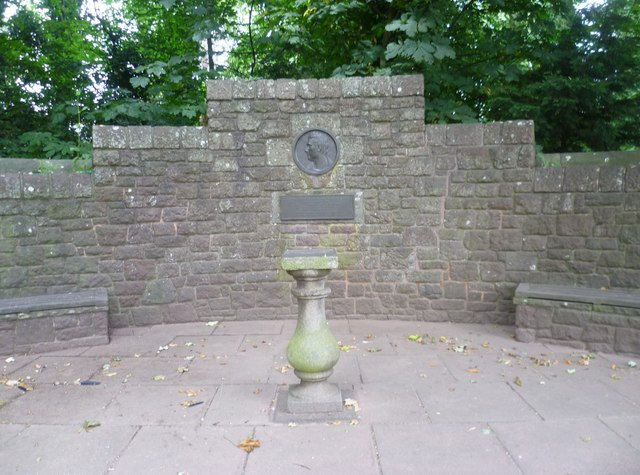
Памятник Джону Ренни

По окончании университета Ренни стал работать инженером. Он работал в фирме Джеймса Уатта «Бултон и Ватт» и пять лет занимался строительством «альбионских мельниц», где стал пионером в замене деревянных конструкций железными.
В 1791 году Джон Ренни переехал в Лондон и основал там уже собственную компанию.
Ранние проекты Ренни включают Ланкастерский канал (начат в 1792 году), канал Кринан (1794), канал Кеннет — Эйвон (1794) и дренаж Фенских болот (1802–1810). 
В течение следующих нескольких лет Ренни зарекомендовал себя как известный строитель мостов. Он соединил камень с чугуном, чтобы создать плоские эллиптические арки моста, которых раньше никто не применял. Примеры включают Лидский мост, Мост Ватерлоо (1810–1817) и Мост Саутварк (1815–1819) в Лондоне.

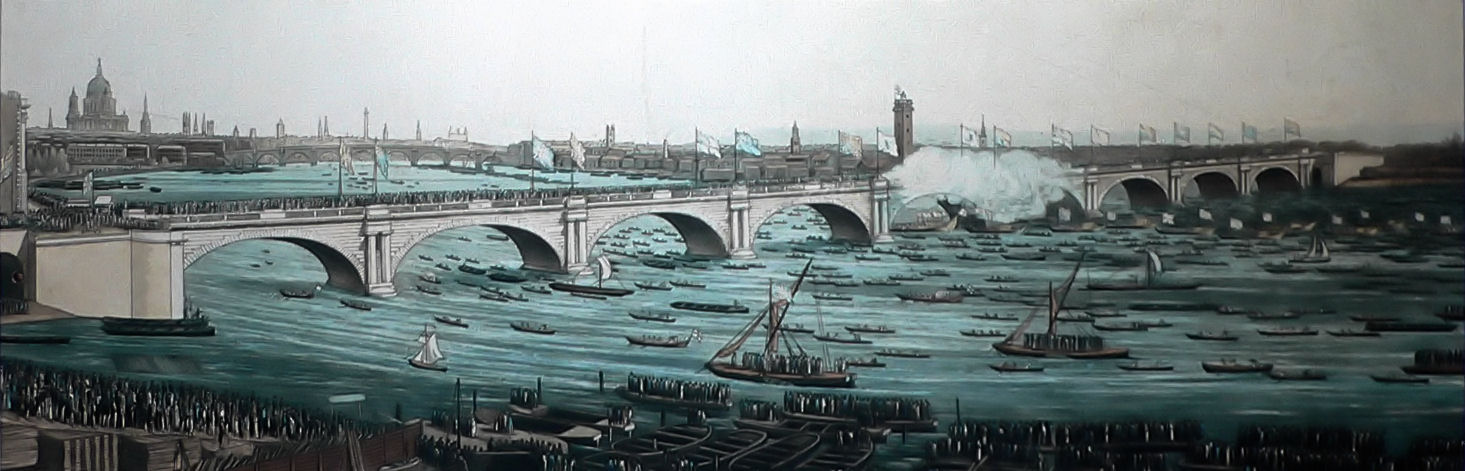
Мост Ватерлоо (1817)

Заслуги инженера были замечены и за границей и в 1820 году Джон Ренни стал иностранным членом Баварской академии наук.
Ренни также отвечал за проектирование и строительство корабельных доков в Кингстон-апон-Халле, Ливерпуле, Гриноке и Лите, а также за развитие портов и верфей в Портсмуте, Чатеме и Девонпорте. Его последним проектом была реконструкция Лондонского моста, начатая в 1821 году и завершенная его сыном Джоном Ренни-младшим (1794–1874). Другой его сын — Джордж (1791–1866) тоже пошёл по стопам отца, став инженером с мировым именем.
Джон Ренни-старший умер 4 октября 1821 года на лондонской улице Стэмфорд-стрит и был погребён в Соборе Святого Павла в английской столице.